# かけはし文学賞
かけはし文学賞 （旧称: メルク「かけはし」文学賞）は、ドイツ語圏の現代文学の優れた日本語への翻訳に贈られる公募の文学賞。かけはし文学賞は、日本におけるドイツ語圏現代文学の認知を広める作品とその翻訳者の業績を称えることを目的とし、メルクとゲーテ・インスティトゥート東京により隔年開催されている。
メルクは社会貢献活動としてメルク翻訳賞（ロシア）やメルク・タゴール賞（インド）、ヨハン・ハインリヒ・メルク賞（ドイツ）などを支援している。
翻訳者が、日本に紹介すべきドイツの現代文学作品（小説・詩集・戯曲）を和訳を添えて提案する。ドイツ語原文からの翻訳で完訳済で出版の見込みのある作品が対象となる。
かけはし文学賞の合計賞金は20,000ユーロ（原著者、翻訳者に各7500ユーロ、出版社助成として5000ユーロ）が贈られる。授賞式は東京で秋に行われる。 

## 受賞者・作品
| 年   | 原語タイトル                 | 著者                   | 翻訳者     | 日本語タイトル         |
| ---- | ---------------------------- | ---------------------- | ---------- | ---------------------- |
| 2024 | Die Hauptstadt               | ローベルト・メナッセ   | 福間具子   | 首都                   |
| 2022 | Drang nach Osten             | アルトゥール・ベッカー | 阿部津々子 | 東方への衝動           |
| 2020 | Kruso                        | ルッツ・ザイラー       | 金志成     | クルーゾー             |
| 2018 | Indigo                       | クレメンス・J・ゼッツ  | 犬飼彩乃   | インディゴ             |
| 2016 | Mehr Meer                    | イルマ・ラクーザ       | 新本史斉   | もっと、海を           |
| 2014 | Seelandschaft mit Pocahontas | アルノ・シュミット     | 和田洵     | ポカホンタスのいる湖景 |